# Амір Мірсай
Мірса́й Амі́р (псевд. Амірова Мірсаяфа; *6 січня 1907, Зирган — † 1 червня 1980, Казань)  — татарський радянський письменник, заслужений діяч мистецтв Татарської АРСР.

## Біографічні відомості
Член КПРС з 1939.
Народився в с. Зиргані (Башкирія).

## Творча діяльність
Друкується з 1926.
У творах «Агідель» (1936) і «Людина з нашого села» (1933) відобразив соціалістичичні перетворення Татарії. Автор сатиричних оповідань — збірка «Даремні турботи», романа «Люди з Яланбау». Широко відомий як драматург («Міннікамал», «Пісня життя», «Моя дружина»).
Перекладач п'єс О. Корнійчука та ін. радянських драматургів.
- «Даремні турботи»;
- «Люди з Яланбау» (драма)